# Matriu de correlació creuada
La matriu de correlació creuada de dos vectors aleatoris és una matriu que conté com a elements les correlacions creuades de tots els parells d'elements dels vectors aleatoris. La matriu de correlació creuada s'utilitza en diversos algorismes de processament de senyals digitals.

Per a dos vectors aleatoris {\displaystyle \mathbf {X} =(X_{1},\ldots ,X_{m})^{\rm {T}}} i {\displaystyle \mathbf {Y} =(Y_{1},\ldots ,Y_{n})^{\rm {T}}}, cadascun dels quals conté elements aleatoris el valor esperat i la variància dels quals existeixen, la matriu de correlació creuada de {\displaystyle \mathbf {X} } i {\displaystyle \mathbf {Y} } es defineix per :p.337
| {\displaystyle \operatorname {R} _{\mathbf {X} \mathbf {Y} }\triangleq \ \operatorname {E} [\mathbf {X} \mathbf {Y} ^{\rm {T}}]} |

i té unes dimensions {\displaystyle m\times n}. Escrit per components:
{\displaystyle \operatorname {R} _{\mathbf {X} \mathbf {Y} }={\begin{bmatrix}\operatorname {E} [X_{1}Y_{1}]&\operatorname {E} [X_{1}Y_{2}]&\cdots &\operatorname {E} [X_{1}Y_{n}]\\\\\operatorname {E} [X_{2}Y_{1}]&\operatorname {E} [X_{2}Y_{2}]&\cdots &\operatorname {E} [X_{2}Y_{n}]\\\\\vdots &\vdots &\ddots &\vdots \\\\\operatorname {E} [X_{m}Y_{1}]&\operatorname {E} [X_{m}Y_{2}]&\cdots &\operatorname {E} [X_{m}Y_{n}]\\\\\end{bmatrix}}}
Els vectors aleatoris {\displaystyle \mathbf {X} } i {\displaystyle \mathbf {Y} } no cal que tinguin la mateixa dimensió, i també poden ser un valor escalar.
Exemple:
Per exemple, si {\displaystyle \mathbf {X} =\left(X_{1},X_{2},X_{3}\right)^{\rm {T}}} i {\displaystyle \mathbf {Y} =\left(Y_{1},Y_{2}\right)^{\rm {T}}} són vectors aleatoris, llavors {\displaystyle \operatorname {R} _{\mathbf {X} \mathbf {Y} }} és una matriu {\displaystyle 3\times 2} on {\displaystyle (i,j)} representa {\displaystyle \operatorname {E} [X_{i}Y_{j}]}.